# Бігунець Іван Юрійович
Іван Юрійович Бігунець (нар. 1 вересня 1923, Дубове, Чехословацька Республіка, тепер Тячівський район, Закарпатська область — 4 вересня 2018, Ужгород) — український діяч, голова Закарпатської організації ветеранів України, 1-й секретар Ужгородського міського комітету КПУ. Член Ревізійної Комісії КПУ у березні 1954 — січні 1956 р.

## Життєпис
Народився у селянській родині. Трудову діяльність розпочав лісорубом у лісах Турбату.
Під час Другої світової війни, коли Закарпаття перебувало під окупацією Угорщини, був учасником підпільної групи під керівництвом односельчанина Подольського. Розповсюджував серед молоді повідомлення із фронту та агітував ровесників відмовлятися від служби в угорській армії. 19 вересня 1944 року за підпільну роботу у селі Дубове на Тячівщині та відмову служити в армії був ув'язнений угорською жандармерією і відправлений спочатку до Усть-Чорної прикордонної комендатури, а потім після допитів — у робітничий табір міста Ніредьгаза, потім Сомботхей (Угорщина), де перебував до приходу радянських військ у березні 1945 року.
З 1945 року — диспетчер Усть-Чорнянського лісокомбінату, брав участь у відбудові залізниці на Тячівщині. Вступив до комсомолу. Закінчив Тячівську міську школу та курси при ЦК Комуністичної партії Закарпатської України в місті Ужгороді.
Член ВКП(б) з 1948 року.
Працював 1-м секретарем Великоберезнянського районного комітету комсомолу Закарпатської області. Закінчив партійну школу в Львові. Одночасно здобув вищу освіту в Ужгородському державному університеті. Ще один диплом про спеціальність технолога меблевого виробництва здобув у Закарпатському лісотехнічному технікумі.
Із кінця 1940-х років до серпня 1952 року — 1-й секретар Мукачівського окружного комітету комсомолу (ЛКСМУ) Закарпатської області; голова виконавчого комітету Мукачівської окружної ради депутатів трудящих.
У серпні 1952 — серпні 1954 року — 1-й секретар Рахівського окружного (районного) комітету КПУ Закарпатської області.
З серпня 1954 по жовтень 1955 року — інспектор ЦК КПУ.
З 1957 року — завідувач відділу партійних органів Закарпатського обласного комітету КПУ.
У січні 1960 — лютому 1963 року — 1-й секретар Ужгородського міського комітету КПУ Закарпатської області.
У січні 1963 — 1966 року — секретар Закарпатського обласного комітету КПУ — голова Закарпатського обласного комітету партійно-державного контролю (з 16 квітня 1963 року). Одночасно — заступник голови виконавчого комітету Закарпатської обласної ради депутатів трудящих; інструктор ЦК КПУ.
У 1965—1990 роках — голова Закарпатського обласного комітету народного контролю.
З 1990 року — на пенсії, працював у Закарпатській обласній Раді ветеранів України. З 1994 року очолював благодійний фонд закарпатців–ветеранів Другої світової війни, які служили у Чехословацькому корпусі імені Людвіга Свободи «Легіонер». З липня 2004 року — голова Закарпатської обласної ради ветеранів України.

## Нагороди
- два ордени Трудового Червоного Прапора (26.02.1958)
- два ордени «Знак Пошани»
- орден Вітчизняної війни ІІ-го ст. (10.04.1991)
- орден Богдана Хмельницького ІІ-го ст. (8.05.2010)
- орден «За заслуги» III-го ст. (1.10.2013)
- медалі
- почесний громадянин міста Ужгорода (20.09.2013)